# Szaporcai-Ős-Dráva
A Szaporcai-Ős-Dráva Szaporca külterületén, a Dráva árterében található holtág és a Dráva-meder közé zárt terület. A ramszari egyezmény keretében 1979-ben védetté nyilvánított vizes élőhely.
A terület a Duna–Dráva Nemzeti Park része. Összterülete 257 hektár. A folyószabályzás előtt rendszeresen víz alá került. Jelenleg (2018) zsilipeken keresztül történik a szükséges vízutánpótlás. Ez a Dráva egyre nagyobb igénybevétele miatt sokszor nehézségbe ütközik.

## Jelentősége
Az Ős-Dráva-meder jelenleg is közel eredeti állapotában őrzi a holtágak és árterületek növény- és állatvilágát. Fokozottan védett állatok élőhelye, úgy mint: cigányréce, vízi denevér, közönséges törpedenevér, európai vidra, vadmacska. Jelentős fészkelő helye védett madaraknak: bakcsó, törpegém, bölömbika, fehér gólya, fekete gólya, barna rétihéja, barna kánya, jégmadár, fekete harkály, karvalyposzáta.
Növényvilágát tekintve az Ős-Dráva-meder a Titelicum flórajáráshoz tartozik. A területre jellemzők a galériaerdők, mind a puhafaligetek, mind a keményfaligetek. Jellegzetes növényfajok a sárga nőszirom, a borostás sás, a szálkás pajzsika, a tündérfátyol, a fehér tündérrózsa, a kolokán, a bókoló zsálya és a sulyom.